# Château de Villemont (Vensat)
Pour les articles homonymes, voir Villemont.
Ne doit pas être confondu avec Château de Villemont (Tintigny).
Le château de Villemont est un château situé à Vensat dans le département du Puy-de-Dôme et la région d'Auvergne-Rhône-Alpes en France.

## Histoire
Villemont, en Auvergne, est à l'origine un modeste domaine qualifié, au début du XVIe siècle, de « maison, motte, fossé, basse court de Villemont ». Il dépend du comté de Montpensier appartenant alors au connétable de Bourbon (Charles III de Bourbon). Il est confisqué par François Ier (1515 – 1547) qui fait alors payer au connétable le prix de sa trahison. La seigneurie de Neufville et Villemont échoit en 1557 à Michel de Veyny ou Véni, trésorier de la marine du Levant et beau-frère du chancelier Duprat. Le château de Villemont va rester dans la même famille (descendance par les femmes) jusqu'à sa vente en 1958, un peu avant l'incendie qui le détruit.
Les inventaires après le décès de Michel de Vény en 1571, et après celui de son fils en 1590, semblent indiquer que la famille s'est d'abord installée dans la maison de Neufville à cause de la petite taille de la maison de Villemont. Le château de Villemont va disparaître et Neufville prend le nom de Villemont au XVIIe siècle.
Les inventaires indiquent une maison richement meublée tapisseries, lits à colonne, objets d'orfèvrerie, décors en cuir doré, et particulièrement la chapelle.
En 1566, le château accueille le roi Charles IX accompagné de sa mère, la reine Catherine de Médicis et du chancelier Michel de l'Hospital. Les Veyny prospèrent tout au long du XVIIe siècle, s'illustrent dans les armées et l'Église et sont pourvus de père en fils de la charge de bailli de l'ancien comté devenu duché de Montpensier. La seigneurie de Villemont est érigée en marquisat en 1720 par le régent. En 1740, elle appartient à Gilbert de Veyny « mestre de cavalerie » et constructeur du château actuel dont la légende veut qu'en disgrâce de la cour de Louis XV il aurait fait édifier l'immense ensemble que l'on connait aujourd'hui pour y loger son régiment.
Selon la méthode préconisée à l'époque par l'architecte Philibert Delorme pour étendre et régulariser un édifice médiéval, il fait agrandir la façade Sud. Le grand corps de logis, débarrassé de sa tour Ouest, démolie, est allongé et une autre tour identique à celle conservée à l'est est construite à l'extrémité. Une aile Ouest est édifiée, à l'arrière, à l'identique de l'aile est existante. Les communs, grandioses, ont été ensuite réalisés avec un ordonnancement en fer à cheval enfermant une grande cour d'honneur. Des avenues bordées de quatre rangs de noyers sont tracées en étoile autour du château. Les marais avoisinants sont assainis par des canaux.
La Révolution et le début du XIXe siècle correspondent à une période de déclin au cours de laquelle les héritiers de Gilbert de Veyny se déchirent en un procès successoral qui ne se termine qu'en 1846. Pendant tout ce temps, mal entretenu, le château se dégrade.
C'est seulement dans la seconde moitié du XIXe siècle qu'est engagée une restauration très importante : de cette époque datent tous les décors en stuc (encadrement de fenêtres et portes, ailerons de lucarnes, balustrades de balcons, frises en reliefs surlignant les arcs, médaillons et bustes de la façade, etc.).
C'est aussi à ce moment que les toits des tours sont refaits à la mode médiévale : en poivrière, tandis que la construction du XVIIIe siècle les avait réalisés plus élégamment en forme de dômes à lanterne. Après le déclin des décennies post-révolutionnaires et la reprise, puis la splendeur du XIXe siècle, vint une seconde période, si ce n'est de délaissement, du moins d'entretien minimum puisque Henri Pourrat écrit au début de l'année 1958 dans l'ouvrage qu'il a consacré aux châteaux en Auvergne : « Il faudrait aujourd'hui 4 millions [de francs] pour empêcher les toits de Villemont de crouler. »
Le château a été vendu à la fin du mois de mai 1958 par sa dernière propriétaire, héritière descendante directe des Veyny.
Un mois plus tard dans la nuit du 3 au 4 juillet, il brûlait de toutes parts. Près de quarante ans après, il sombrait dans un état de ruine avancée avant de renaître grâce à un sauvetage in extremis.

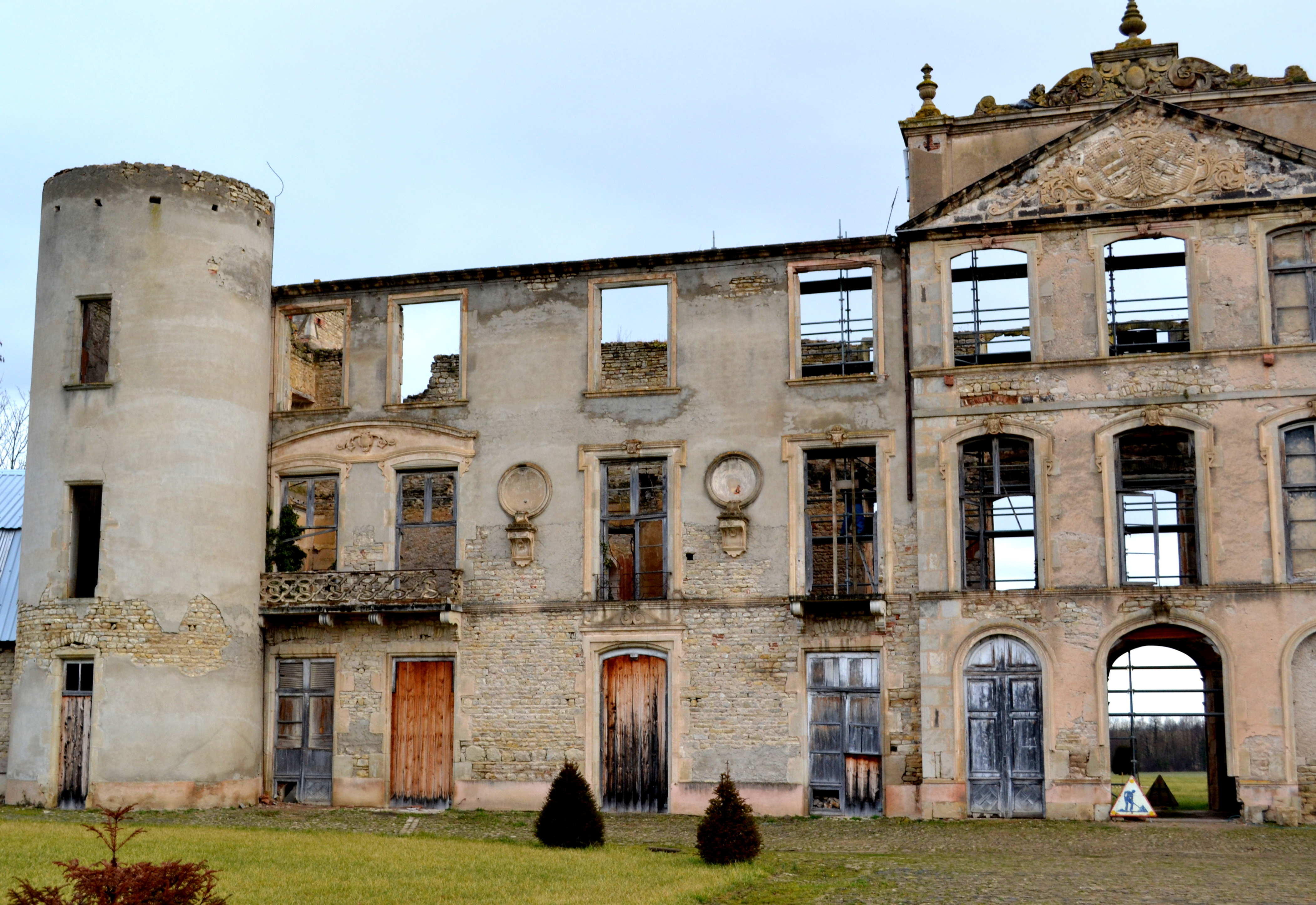
Vue du corps principal en janvier 2014.

Repris en 1995, à l'état de ruines, il est aujourd'hui l'objet d'un important projet de restauration. Une fondation d'entreprise (FE) porte ce projet. Elle a été autorisée une première fois  par le préfet du Puy-de-Dôme le 29 octobre 2009, puis à nouveau le 27 juin 2017 : il faut souligner cet aspect novateur, car c'est une des premières fondations à être créée en France, pour la sauvegarde d'un élément du patrimoine architectural, depuis la réforme apportée par la loi dite Aillagon sur le mécénat du 1er août 2003.
Entre autres personnages ayant vécu au château, Marguerite de Veyny d'Arbouze, réformatrice de l'abbaye Notre-Dame du Val-de-Grâce, y est née le 15 août 1580.

## Architecture
La première construction importante est peut-être l'œuvre de Michel de Veyny et serait datée du XVIe siècle. L'atlas de Trudaine indique qu'en 1740 c'est un bâtiment en L ; sa façade, orientée au sud, est flanquée de deux tours coiffées de toitures coniques et est prolongée à l'ouest par une aile en retrait. Au sud toujours, on a des jardins à la française tandis qu'au nord partent des allées cavalières en étoile.
Au XVIIIe siècle après développement de la façade, déplacement de la tour Ouest (photo ci-contre), une aile a été ajoutée à l'arrière pour donner à l'ensemble la forme de U qui subsiste actuellement. Le portail d'entrée avec clocheton qui ouvre sur une grande cour d'Honneur hexagonale, les murs bordés à leur faîte de balustres carrées, les longues écuries basses couvertes à la Mansart entourant la cour d'Honneur, sont typiques de l'architecture auvergnate de l'époque.
Le château paraît caractéristique de l'organisation militaire due à la présence d'un détachement de cavalerie.
Il reste à l'intérieur des vestiges de décor peint du XVIe siècle, des décors stuqués et des cheminées.
Depuis août 2024, la ferme abritant les écuries construites en même temps que les agrandissements du XVIIIe siècle et de la même facture que les communs du château dont elle était séparée depuis plus de 50 ans vient de réunir le site d'ensemble.

## Classement
Une proposition de classement comme monument historique en 1948 est refusée. La demande en 1965 d'inscription à l'inventaire supplémentaire des monuments historiques reste sans réponse.
Le château est inscrit partiellement et les dépendances entourant la cXVIIIe siècle